# Гобеље (Источно Сарајево)
Гобеље је заселак насељеног мјеста Њеманица у општини Источни Стари Град у граду Источно Сарајево, Република Српска, БиХ.

## Географија
Планинско насеље Гобеље се налази на просечној надморској висини од 1100м подно планине Романије. Кроз Гобеље протиче Царев поток који се улива у Миљацку. 
Гобеље одликује планиска клима, а због повљне руже ветрова Гобеље и суседна Њеманица су означене као ваздушне бање.
Кроз Гобеље пролази стари пут за Сарајево преко Хреше и Вратника.

## Култура
Осамдесетих година двадесетог века на Гобељама су настале неке од култних песама рок бендова Забрањено пушење и Елвис Ј. Куртовић у аматерском музичком студију смештеном у викендици Радомира Гавриловића Харета, бубњара бенда Елвис Ј. Куртовић.
На пар минута хода од Гобеља се налази Еко село у Њеманици. Еколошко село је угоститељски комплекс изграђен искључиво од природних материјала, дрвета, сламе и земље. У кругу Еко села се организују музички концерти и изложбе уметника. Еко село привачи туристе из целог света заинтересоване за еколошки и сеоски туризам.
Гобеље припада Мокањској парохији чије је седиште Црква Успења Пресвете Богородице у Мокром.

## Становништво
Гобеље настањују фамилије Гавриловић, Гашановић, Стевић, Лазић и Удовичић. У току Другог светског рата Гобеље су као и суседна Њеманица опустошене Усташким злочинима. Куће су спаљене, а становништво је расељено.
За време СФРЈ Гобеље су биле сарајевско викенд насеље.
У току Рата у Босни и Херцеговини грађани српске националности протерани из Сарајева насељавају Гобеље.